# Munții Almăjului - Locvei
Munții Almăjului - Locvei este o arie protejată (arie de protecție specială avifaunistică — SPA) din România întinsă pe o suprafață de 117.770,7 ha, integral pe uscat.

## Localizare
Situl se întinde pe teritoriile administrative ale județelor Caraș-Severin (Bănia, Berzasca, Cărbunari, Coronini, Gârnic, Moldova Nouă, Șopotu Nou, Pojejena, Sasca Montană, Sichevița, Socol, Topleț) și Mehedinți (Breznița-Ocol, Drobeta-Turnu Severin, Dubova, Eșelnița, Ilovița, Orșova, Svinița). Centrul sitului Munții Almăjului - Locvei este situat la coordonatele 44°41′52″N 22°00′05″E / 44.697781°N 22.001272°E.

## Înființare
Situl Munții Almăjului - Locvei a fost declarat arie de protecție specială avifaunistică (ROSPA0080) în octombrie 2007 pentru a proteja 36 de specii de animale. Situl se suprapune cu ariile naturale: Balta Nera - Dunăre, Cazanele Dunării, Cracul Crucii, Cracul Găioara, Dealul Duhovnei, Dealul Vărănic, Gura Văii - Vârciorova, Locul fosilifer Bahna, Locul fosilifer Svinița, Parcul Național Cheile Nerei - Beușnița, Parcul Natural Porțile de Fier, Râpa cu lăstuni din Valea Divici, Rezervația naturală Baziaș, Valea Oglănicului și Valea Mare.

## Biodiversitate
Situată în ecoregiunea continentală, aria protejată nu include niciun habitat protejat.
La baza desemnării sitului se află mai multe specii protejate de  păsări (36): uliu cu picioare scurte (Accipiter brevipes), uliu păsărar (Accipiter nisus), fâsă de pădure (Anthus trivialis), acvilă de munte (Aquila chrysaetos), acvilă țipătoare mică (Aquila pomarina), cocoșul de mesteacăn (Bonasa bonasia), buha (Bubo bubo), șorecarul comun (Buteo buteo), șorecar încălțat (Buteo lagopus), caprimulg (Caprimulgus europaeus), barză albă (Ciconia ciconia), șerpar (Circaetus gallicus), dumbrăveancă (Coracias garrulus), cuc (Cuculus canorus), lăstun de casă (Delichon urbica), ciocănitoare cu spate alb (Dendrocopos leucotos), ciocănitoarea de stejar (Dendrocopos medius), ciocănitoare neagră (Dryocopus martius), presură bărboasă (Emberiza cirlus), presură de grădină (Emberiza hortulana), șoim călător (Falco peregrinus), șoimul rândunelelor (Falco subbuteo), codalb (Haliaeetus albicilla), acvilă pitică (Hieraaetus pennatus), Iduna pallida, sfrâncioc roșiatic (Lanius collurio), ciocârlie de pădure (Lullula arborea), pietrar sur (Oenanthe oenanthe), ciuf-pitic (Otus scops), viespar (Pernis apivorus), ciocănitoare verzuie (Picus canus), Ptyonoprogne rupestris, huhurezul mic (Strix uralensis), silvie cu cap negru (Sylvia atricapilla), silvie de zăvoi (Sylvia borin), Tachymarptis melba.
Pe lângă speciile protejate, pe teritoriul sitului au mai fost identificate 7 specii de plante, 5 specii de mamifere.